# Abas I d'Armènia
Abas I fou rei d'Armènia del 928 o 929 fins al 953. En contrast amb els mètodes de govern dels seus predecessors, el regnat d'Abas va estar marcat per anys de pau, estabilitat i prosperitat, que feia dècades que no hi havia a Armènia.
Havia participat en un complot contra el seu germà i estava fugit quan aquest va morir, però els gran del regne el van proclamar rei per manca de cap altra candidat.
Vers el començament del seu regnat (entre el 928 i el 935) els romans d'Orient dirigits pel general Joan Korkuas i el seu germà Teofil Korkuas van conquerir Karin que era musulmana i que fou donada al curopalata de Tao (Taik) David. El 19 de maig del 934 els romans d'Orient van posar fi a l'emirat de Melitene, i la ciutat fou ocupada (i destruïda) i els habitants àrabs expulsats. A l'altre costat del riu es va fundar la fortalesa de Romanòpolis (en honor de l'emperador Romà I Lecapè).
El 936 va morir Asoci l'sparapet, rei de Bagaran i Kolb, que no va deixar fills i el seu regne va passar a Abas sense cap problema.
El seu general Georg Marzpetuni va netejar el país de bandes de musulmans, i va fer un intercanvi de presoners amb l'emir de Dvin.

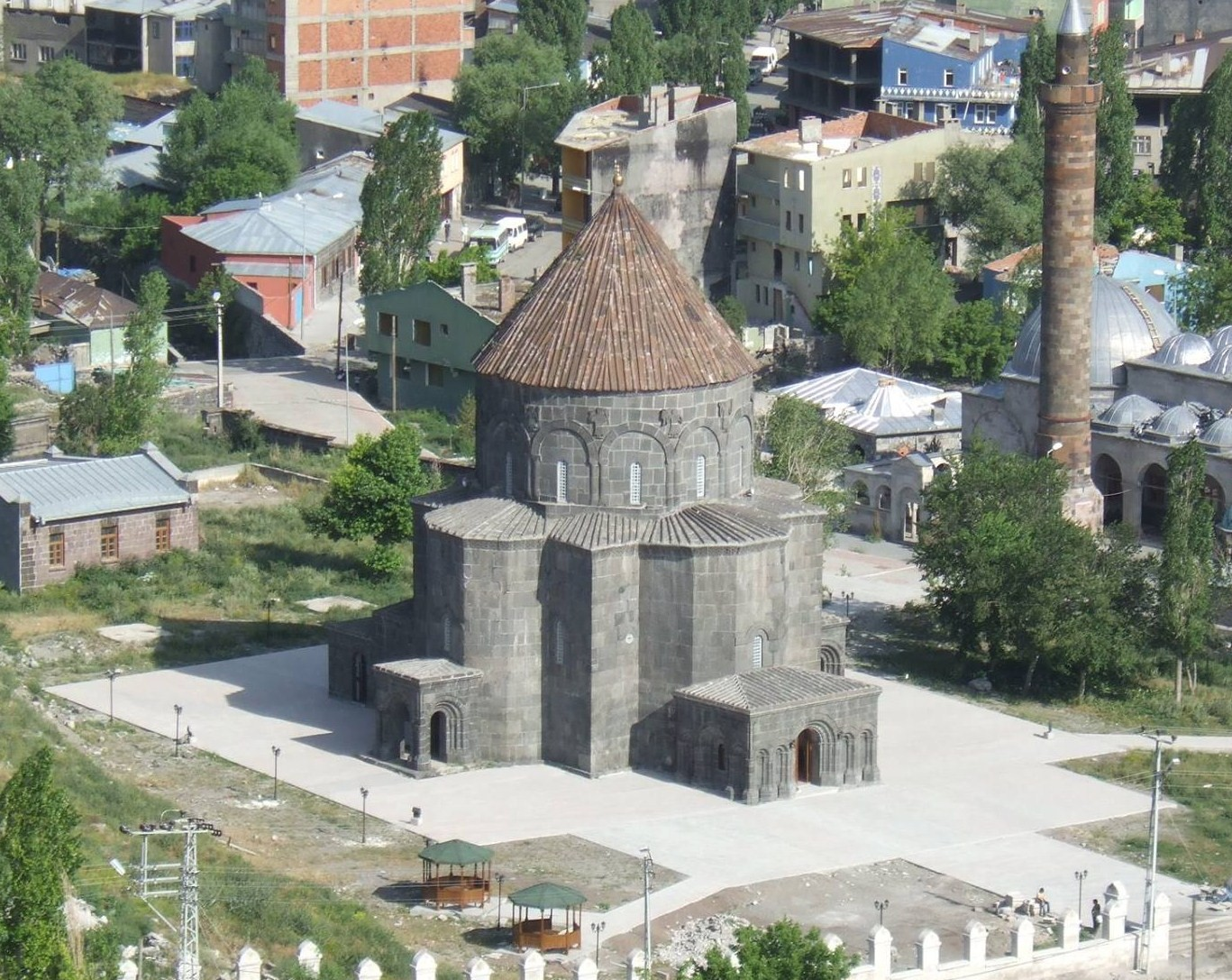
L'església dels Sants Apòstols de Kars, construïda per Abas I.

Vers el 937 hi va haver una darrera incursió sàjida (el darrer emir, Abu-l-Mussàfir Fat·h ibn Muhàmmad al-Afxín va morir el 929, i la incursió la va haver de dirigir un dels lloctinents sàjides) cap al districte de Coltene, que va arribar a Dvin i va demanar el tribut a la província del Airarat i al districte d'Aragadzotn, territoris reials. Abas fou derrotat a Valarshapat i va perdre 400 soldats i es va retirar cap a la frontera amb Geòrgia, però els musulmans foren derrotats pel rei de Baspracània.
Durant el seu regnat, en general pacífic, es va introduir als monestirs armenis la regla de Sant Basili, que tenia com a màxima la pobresa absoluta.
El rei va fer construir una catedral a Shirakavan entre 930 i 937. En acabar es va presentar a la zona un cap abkhaz de nom Ber, amb molts soldats, que va demanar consagrar la catedral segons el ritu calcedonià (és a dir romà d'Orient). El rei hi va anar amb soldats i els va rebutjar, i el cap invasor, Ber, fou cegat que després fou alliberat contra una compensació econòmica.
A la mort del patriarca Joan V (Joan el Catolicós) el va succeir Esteve Reixtuní (931-932), i al morir el va seguir Teodor Reixtuní (932-938) i després Elishe Reixtuní (938-943). Tots van residir a Althamar a Baspracània. El 943 fou elegit Ananià de Moks o Ananià Moktasi (943-967) que després d'establir-se per un temps a Varag (a Baspracània) va tornar al regne d'Armènia i es va establir a Arkina, prop d'Aní (vers 959).
Des del 943 Anania va combatre l'heretgia dels Thondrakians, continuadors dels paulicians. L'heretgia havia nascut el 840 a Thondrak iniciada per Simbaci de Zarehavan, i foren anomenats abans Thulalians (durant el temps que van tenir com a centre la ciutat de Thulail) i també Arevordiq (fills del sol). El patriarca de Siunia, Hakob (918-959) es va ajuntar amb el d'Aghuània Isaac (el seu amic personal) i es va voler separar del patriarcat armeni, però Anania va actuar amb energia, va anar a Siunia i va obtenir la submissió (947). El patriarca d'Aghuània però va continuar de fet preparant la secessió afavorida pel fet que almenys des del 893 Hamam d'Aghuània havia pres el títol de rei igualant-se als reis d'Armènia. El 949 Isaac va morir i el va succeir el seu germà Gaguik, però Anania va prohibir de reconèixer-lo i va nomenar Iunan o Hovhannes, si bé com que aquest es va mostrar indigne, el patriarca armeni va convocar un sínode a Ardakh i el va deposar. Gaguik va restar patriarca fins a la seva mort el 958 (doncs el rei no el va voler destituir) i va mantenir una aliança amb Hakob de Siunia, reticent de fet encara a la supremacia armènia, fins que també va morir el mateix 958, quan la dissidència es va acabar.
Vers el període posterior al 950 els romans d'Orient va avançar cap als territoris musulmans d'Amida (Diyar Bakr), [[Martiròpolis]] (Mayyafariquin), Arzèn i Nisibe.
Abas I va morir el 953 i el va succeir el seu fill gran Asoci II Olormadz (el misericordiós o el caritatiu).